# マイケル・セレシン
マイケル・セレシン（Michael Seresin, ONZM, 1942年7月17日 - ）は、ニュージーランドの撮影監督。

## 人物
アラン・パーカーとのコラボレーションで有名。『ホームボーイ』で監督デビューも果たしている。
映画の仕事の他、1992年にマールボロでワインメーカーを設立している。

## 主なフィルモグラフィ
撮影監督
- ダウンタウン物語 Bugsy Malone (1976)
- テロリストたちの夜/自由への挽歌 Sleeping Dogs (1977)
- ミッドナイト・エクスプレス Midnight Express (1978)
- フォクシー・レディ Foxes (1980)
- フェーム Fame (1980)
- シュート・ザ・ムーン Shoot the Moon (1982)
- バーディ Birdy (1984)
- エンゼル・ハート Angel Heart (1987)
- 愛と哀しみの旅路 Come See the Paradise (1990)
- 訣別の街 City Hall (1996)
- マーキュリー・ライジング Mercury Rising (1998)
- アンジェラの灰 Angela's Ashes (1999)
- ドメスティック・フィアー Domestic Disturbance (2001)
- ライフ・オブ・デビッド・ゲイル The Life of David Gale (2003)
- ハリー・ポッターとアズカバンの囚人 Harry Potter and the Prisoner of Azkaban (2004)
- ステップ・アップ Step Up (2006)
- 幸せの行方... All Good Things (2010)
- 猿の惑星: 新世紀 Dawn of the Planet of the Apes (2014)
- 猿の惑星: 聖戦記 War for the Planet of the Apes (2017)

監督
- ホームボーイ Homeboy (1988)